# Hajmási Éva
Hajmási Éva (Budapest, 1987. február 14. –) magyar paralimpiai ezüst- és bronzérmes, világ- és hatszoros Európa-bajnok tőr- és kardvívó.

## Élete
2008 nyarán szakmai gyakorlatra érkezett egy görögországi hotelbe. A gyakorlat végén, szeptemberben utasként robogóbalesetet szenvedett, melynek következtében bal lábát térd felett amputálni kellett.
2018-ban végzett a Kodolányi János Főiskola turizmus-vendéglátás alapszakán.

## Sportpályafutása
Gyermekkorában dzsesszbalettezett, és sok sportágat kipróbált, egy darabig versenyszerűen karatézott is. Balesetét követően pszichológus nagymamája hívta fel figyelmét a parasport adta lehetőségekre, így ismerkedett meg Szekeres Pál paralimpiai bajnok vívón keresztül a kerekesszékes vívással is. 
Első sikerét balesete után két és fél évvel aratta. A kezdetektől a Törekvés SE versenyzője, edzője tőrben Beliczay Sándor, kardban előbb Erdei Péter, majd Navarrete József.

### 2012–2016
A 2012-es egri világkupán tőr A kategóriában ezüstérmet szerzett, majd a párbajtőr csapatban megismételte sikerét. A 2013-as hazai rendezésű világbajnokságon Budapesten a tőrcsapat tagjaként bronzérmet szerzett. A rákövetkező évi németországi Malchow-ban rendezett világkupaversenyen mindkét fegyvernemében, tőrben és kardban is a dobogó harmadik fokára állhatott. A strasbourgi Európa-bajnokságon kard A kategóriában hatodik helyezést ért el. Az egri világkupán tőrben Krajnyák Zsuzsanna mögött volt második.
2015-ben a montréali világkupán tőrben bronzérmet szerzett májusban, majd júliusban A kategóriában Varsóban ezüstöt zsebelt be Varsóban. Az egri világbajnokságon Dani Gyöngyi, Krajnyák Zsuzsanna és Jurák Andrea mellett a tőrcsapat tagjaként harmadik helyezést ért el. Az októberi párizsi világkupán a tőrcsapat tagjaként lett harmadik. 2016 februárjában az egri világkupán kardban ötödik helyen zárt, a tőrcsapat tagjaként pedig a dobogó legfelső fokára állhatott fel. Az olaszországi Casale Monferratoban rendezett Európa-bajnokságon duplázott, tőr egyéniben megszerezte első Európa-bajnoki címét, illetve a tőr csapat tagjaként szintén első lett. A varsói világkupán tőrben bronzérmet szerzett, Montréalban pedig a tőrcsapat tagjaként lett ezüstérmes. Pályafutása eddigi legnagyobb sikerét a riói paralimpián avatta, ahol a tőrcsapat tagjaként ezüstérmet szerzett.

### 2017–2021
2017 februárjában az egri világkupán tőr egyéniben első helyen végzett, míg a tőr csapattal második lett. Májusban a hollandiai stadskanaali világkupán tőr egyéniben bronzérmet, kardban pedig ezüstérmet szerzett. A magyar küldöttség teljesítményének köszönhetően elnyerte a Nemzetek Kupáját is.
A nyári varsói világkupán kard A kategóriában bronzérmet szerzett, míg tőrben kevésbé jött ki neki a lépés, hatodik lett.
A novemberi római világbajnokságon tőrben újból házidöntőt vívott Krajnyákkal, akivel 15:7 arányban maradt alul és ezüstérmes lett. Kardban az ötödik helyig jutott, míg a tőrcsapat tagjaként a dobogó harmadik fokára állhatott fel. 
A 2018 februárjában megrendezett egri világkupán kardban ezüstérmet szerzett, márciusban Pisában első alkalommal győzött kardban pályafutása során, míg májusban Montréalban folytatta kiváló szereplését ugyanebben a fegyvernemben, a kardcsapat tagjaként nyert aranyat.
Az olaszországi Terniben rendezett Európa-bajnokságon megvédte egyéni címét, így már háromszoros kontinensbajnoknak mondhatta magát. A tőr- és a kardcsapat tagjaként egyaránt harmadik lett.
Ősszel, a világkupasorozat első állomásán, Tbilisziben tőrben és kardban is a dobogó legalsó fokára állhatott fel. Kiotóban utóbbiban szerzett ezüstérmet.
A 2019. évi szereplést a sardzsai világkupán kezdte meg, ahol tőr A kategóriában, a tőr csapat tagjaként és kardban is bronzérmet szerzett.
São Pauloban a tőrcsapat tagjaként ezüstérmet szerzett, egyéniben pedig harmadik lett.
Az ezévi világbajnokságon, melynek a dél-koreai Cshongdzsu adott otthont, tőr egyéniben ezüstéremmel zárta, a tőr csapattal pedig sporttörténelmi jelentőségű sikert értek el, mivel első alkalommal nyerték meg a csapatvilágbajnokságot.
Az amszterdami világkupán kardban második helyezést ért el, tőrben pedig bronzérmet szerzett, illetve kényszerűségből kipróbálta magát párbajtőrben is, Veres Amarilla kézsérülése miatt, ebben a fegyvernemben hatodik lett a csapattal. 
A 2020-as év elején az egri világkupaviadalt még megrendezték, ahol tőr egyéni A-ban és csapatban is dobogóra tudott állni, bronzérmet szerzett. Ezt követően a szezon összes versenyét lemondták, a paralimpiát a következő évre halasztották koronavírusjárvány miatt. 
A paralimpia előtt a kedvezőtlen járványadatok miatt nem rendeztek versenyeket. 
Az ötkarikás játékokon kardban és tőr egyéniben egyaránt a negyedik helyen végzett, a tőrcsapat tagjaként pedig kiélezett küzdelemben bronzérmet szerzett.

### 2022–
2022-ben a világkupa-sorozat thaiföldi állomásán Chon Buriban egy ezüstérmet és egy bronzérmet szerzett. Néhány hónappal később Pisában kardban harmadik, tőrben pedig második lett. Egerben szintén jól szerepelt, kardban és egyéni tőrben harmadik lett, míg a tőr csapattal a dobogó legfelső fokára állhatott fel. Az év legfontosabb versenyén a varsói Európa-bajnokságon kard fegyvernemben életében először állhatott dobogóra világversenyen, bronzérmet szerzett, tőr egyéniben harmadszorra is megvédte címét, míg a tőr csapat tagjaként ugyancsak bronzérmet szerzett.
2023-ban az év első versenyén az Egyesült Államok fővárosában kardban bronzérmet szerzett, tőr egyéniben és csapatban pedig ötödik lett. 
Pisában gyakorlatilag lemásolta előző, Washington, D.C.-beli szereplését, tőr egyéniben ötödik, míg kardban harmadik lett. A franciaországi Nîmesben kardban bronzérmes lett, míg a tőrcsapattal döntőbe jutottak és ezüstérmet szereztek. A soron következő világkupa helyszínen a korábbiakhoz képest némileg gyengébben teljesített, egyéniben tőr A kategóriában ötödik, kard A-ban pedig hatodik helyen végzett. A női párbajtőrcsapat tagjaként pedig lecsúszott a dobogóról, miután 45:37-re alulmaradtak Ukrajnával szemben. Később, 2023 szeptemberében a soron következő világkupa versenyen javított, tőr A kategóriában legyőzte olasz ellenfelét és a dobogó legfelső fokára állhatott fel, kard A-ban pedig bronzérmet szerzett. A párbajtőr csapatnak ezen a versenyen nem jött ki a lépés, a hatodik helyen végeztek. Az év legrangosabb versenyén, a Terniben megrendezett paralimpiai kvalifikációs világbajnokságon a Krajnyák Zsuzsanna, Mező Boglárka és Nádasdy Anna alkotta párbajtőr csapattal a dobogó harmadik fokára állhatott fel, egyéniben pedig mindkét fegyvernemében a hatodik helyen végzett.
A 2024-es év remekül kezdődött számára: a párizsi Európa-bajnokságon előbb a párbajtőrcsapat tagjaként negyedik lett, majd javuló formát mutatva kardban bronzérmet szerzett. Az EB további része még jobban alakult számára, mivel tőr A-ban megvédte címét, ötödik alkalommal is Európa-bajnok lett. A tőr csapat tagjaként is hibátlan teljesítményt nyújtott, tovább gyarapítva Európa-bajnoki címeinek számát.

## Eredményei
- paralimpiai ezüstérmes (tőr csapat, 2016)
- paralimpiai bronzérmes (tőr csapat, 2020)
- világbajnok (tőr csapat, 2019)
- Európa-bajnok (egyéni, 2016, 2018, 2022, 2024 és tőr csapat, 2016)

## Díjai, elismerései
- Magyar Ezüst Érdemkereszt (2016)[35]
- Az Év Fogyatékos Csapatának tagja (2016, 2017, 2018, 2021, 2022)[36]
- Az Év Egyetemi Sportolója (2016)[37]
- Rektori Oklevél Kiváló Tanulmányi Eredményéért (2018)[2]
- Papp László Budapest Sportdíj (2020)[38]
- Magyar Arany Érdemkereszt (2021)[39]
- Az Év Legjobb Kerekesszékes Vívója Vándorkupa (2022)
- A Magyar Érdemrend lovagkeresztje (polgári tagozat) (2024)[40]